# Лідівка (Березівський район)
Лі́дівка — село Старомаяківської сільської громади Березівського району Одеської області в Україні. Населення становить 106 осіб.

## Історія
Під час організованого радянською владою Голодомору 1932—1933 років померло щонайменше 2 жителі села.
Колишній орган місцевого самоуправління — Преображенська сільська рада.

## Населення
Згідно з переписом УРСР 1989 року чисельність наявного населення села становила 118 осіб, з яких 55 чоловіків та 63 жінки.
За переписом населення України 2001 року в селі мешкало 106 осіб.

### Мова
Розподіл населення за рідною мовою за даними перепису 2001 року:
| Мова       | Відсоток |
| ---------- | -------- |
| українська | 69,81 %  |
| молдовська | 20,75 %  |
| вірменська | 0,94 %   |
| інші       | 8,50 %   |